# Tiago Soares Monteiro
Tiago Soares Monteiro (, 11 de setembro de 1996) é um jurista, ex-deputado e político português. Desempenhou funções de Deputado à Assembleia da República na XV e na XVI Legislaturas pelo Partido Socialista pelo círculo eleitoral de Castelo Branco.